# Grand Prix Formule 1 van Nederland 2024
De Grand Prix Formule 1 van Nederland 2024 werd verreden op 25 augustus op het Circuit van Zandvoort. Het was de vijftiende race van het seizoen.
 Voor Max Verstappen was het zijn tweehonderdste Grand Prix.

## Vrije trainingen

### Uitslagen
- Enkel de top vijf wordt weergegeven.

| Vrije training 1 | Pos. | Nr. | Coureur          | Constructeur               | Tijd     |
| ---------------- | ---- | --- | ---------------- | -------------------------- | -------- |
| Vrije training 1 | 1    | 4   | Lando Norris     | McLaren-Mercedes           | 1:12.322 |
| Vrije training 1 | 2    | 1   | Max Verstappen   | Red Bull Racing-Honda RBPT | 1:12.523 |
| Vrije training 1 | 3    | 44  | Lewis Hamilton   | Mercedes                   | 1:13.006 |
| Vrije training 1 | 4    | 55  | Carlos Sainz jr. | Ferrari                    | 1:13.074 |
| Vrije training 1 | 5    | 63  | George Russell   | Mercedes                   | 1:13.142 |
| Vrije training 2 | Pos. | Nr. | Coureur          | Constructeur               | Tijd     |
| Vrije training 2 | 1    | 63  | George Russell   | Mercedes                   | 1:10.702 |
| Vrije training 2 | 2    | 81  | Oscar Piastri    | McLaren-Mercedes           | 1:10.763 |
| Vrije training 2 | 3    | 44  | Lewis Hamilton   | Mercedes                   | 1:10.813 |
| Vrije training 2 | 4    | 4   | Lando Norris     | McLaren-Mercedes           | 1:10.961 |
| Vrije training 2 | 5    | 1   | Max Verstappen   | Red Bull Racing-Honda RBPT | 1:10.986 |
| Vrije training 3 | Pos. | Nr. | Coureur          | Constructeur               | Tijd     |
| Vrije training 3 | 1    | 10  | Pierre Gasly     | Alpine-Renault             | 1:20.311 |
| Vrije training 3 | 2    | 20  | Kevin Magnussen  | Haas-Ferrari               | 1:20.450 |
| Vrije training 3 | 3    | 77  | Valtteri Bottas  | Kick Sauber-Ferrari        | 1:21.155 |
| Vrije training 3 | 4    | 4   | Lando Norris     | McLaren-Mercedes           | 1:21.387 |
| Vrije training 3 | 5    | 14  | Fernando Alonso  | Aston Martin-Mercedes      | 1:21.461 |

 Robert Shwartzman (Haas-Ferrari) reed in de eerste vrije training in plaats van Valtteri Bottas. Hij reed een tijd van 1:14.658 en werd daarmee zestiende.

## Kwalificatie
Lando Norris behaalde de vierde pole position in zijn carrière.
| Pos.                   | Nr. | Coureur          | Constructeur               | Kwalificatietijden | Kwalificatietijden | Kwalificatietijden | Grid   |
| Pos.                   | Nr. | Coureur          | Constructeur               | Q1                 | Q2                 | Q3                 | Grid   |
| ---------------------- | --- | ---------------- | -------------------------- | ------------------ | ------------------ | ------------------ | ------ |
| 1                      | 4   | Lando Norris     | McLaren-Mercedes           | 1:11.377           | 1:10.496           | 1:09.673           | 1      |
| 2                      | 1   | Max Verstappen   | Red Bull Racing-Honda RBPT | 1:11.393           | 1:10.811           | 1:10.029           | 2      |
| 3                      | 81  | Oscar Piastri    | McLaren-Mercedes           | 1:11.541           | 1:10.505           | 1:10.172           | 3      |
| 4                      | 63  | George Russell   | Mercedes                   | 1:11.049           | 1:10.552           | 1:10.244           | 4      |
| 5                      | 11  | Sergio Pérez     | Red Bull Racing-Honda RBPT | 1:11.006           | 1:10.678           | 1:10.416           | 5      |
| 6                      | 16  | Charles Leclerc  | Ferrari                    | 1:11.370           | 1:10.689           | 1:10.582           | 6      |
| 7                      | 14  | Fernando Alonso  | Aston Martin-Mercedes      | 1:11.493           | 1:10.845           | 1:10.633           | 7      |
| 8                      | 18  | Lance Stroll     | Aston Martin-Mercedes      | 1:11.518           | 1:10.661           | 1:10.857           | 8      |
| 9                      | 10  | Pierre Gasly     | Alpine-Renault             | 1:11.718           | 1:10.815           | 1:10.977           | 9      |
| 10                     | 55  | Carlos Sainz jr. | Ferrari                    | 1:11.327           | 1:10.914           |                    | 10     |
| 11                     | 44  | Lewis Hamilton   | Mercedes                   | 1:11.375           | 1:10.948           |                    | 14 *1  |
| 12                     | 22  | Yuki Tsunoda     | RB-Honda RBPT              | 1:11.603           | 1:10.955           |                    | 11     |
| 13                     | 27  | Nico Hülkenberg  | Haas-Ferrari               | 1:11.832           | 1:11.215           |                    | 12     |
| 14                     | 20  | Kevin Magnussen  | Haas-Ferrari               | 1:11.630           | 1:11.295           |                    | Pit *2 |
| 15                     | 3   | Daniel Ricciardo | RB-Honda RBPT              | 1:11.943           |                    |                    | 13     |
| 16                     | 31  | Esteban Ocon     | Alpine-Renault             | 1:11.995           |                    |                    | 15     |
| 17                     | 77  | Valtteri Bottas  | Kick Sauber-Ferrari        | 1:12.168           |                    |                    | 16     |
| 18                     | 24  | Zhou Guanyu      | Kick Sauber-Ferrari        | 1:13.261           |                    |                    | 17     |
| DSQ                    | 23  | Alexander Albon  | Williams-Mercedes          | 1:11.503           | 1:10.768           | 1:10.653           | 19 *3  |
| Q1 107% tijd: 1:15.976 |     |                  |                            |                    |                    |                    |        |
| DNQ                    | 2   | Logan Sargeant   | Williams-Mercedes          | Geen tijd *4       |                    |                    | 18     |
| Bron: formula1.com     |     |                  |                            |                    |                    |                    |        |

*1 Lewis Hamilton kreeg een gridstraf van drie plaatsen vanwege het hinderen van Sergio Pérez in de eerste kwalificatiesessie.

*2 Kevin Magnussen kwalificeerde zich als veertiende maar moest vanuit de pit starten omdat er aan zijn wagen is gewerkt onder Parc fermé condities.

*3 Alexander Albon kwalificeerde zich als achtste maar werd gediskwalificeerd vanwege een illegale vloer van zijn wagen met een vloeroppervlak dat buiten het vastgestelde reglementaire volume lag.

*4 Logan Sargeant zette geen tijd neer maar mag van de stewards wel aan de wedstrijd deelnemen.

## Wedstrijd
Lando Norris behaalde de tweede Grand Prix-overwinning in zijn carrière.
| Pos.               | Nr. | Coureur          | Constructeur               | Rondes | Tijd / Oorzaak Uitval | Grid | Punten |
| ------------------ | --- | ---------------- | -------------------------- | ------ | --------------------- | ---- | ------ |
| 1                  | 4   | Lando Norris     | McLaren-Mercedes           | 72     | 1:30:45.519           | 1    | 26 S   |
| 2                  | 1   | Max Verstappen   | Red Bull Racing-Honda RBPT | 72     | +22.896               | 2    | 18     |
| 3                  | 16  | Charles Leclerc  | Ferrari                    | 72     | +25.439               | 6    | 15     |
| 4                  | 81  | Oscar Piastri    | McLaren-Mercedes           | 72     | +27.337               | 3    | 12     |
| 5                  | 55  | Carlos Sainz jr. | Ferrari                    | 72     | +32.137               | 10   | 10     |
| 6                  | 11  | Sergio Pérez     | Red Bull Racing-Honda RBPT | 72     | +39.542               | 5    | 8      |
| 7                  | 63  | George Russell   | Mercedes                   | 72     | +44.617               | 4    | 6      |
| 8                  | 44  | Lewis Hamilton   | Mercedes                   | 72     | +49.599               | 14   | 4      |
| 9                  | 10  | Pierre Gasly     | Alpine-Renault             | 71     | +1 ronde              | 9    | 2      |
| 10                 | 14  | Fernando Alonso  | Aston Martin-Mercedes      | 71     | +1 ronde              | 7    | 1      |
| 11                 | 27  | Nico Hülkenberg  | Haas-Ferrari               | 71     | +1 ronde              | 12   |        |
| 12                 | 3   | Daniel Ricciardo | RB-Honda RBPT              | 71     | +1 ronde              | 13   |        |
| 13                 | 18  | Lance Stroll     | Aston Martin-Mercedes      | 71     | +1 ronde *1           | 8    |        |
| 14                 | 23  | Alexander Albon  | Williams-Mercedes          | 71     | +1 ronde              | 19   |        |
| 15                 | 31  | Esteban Ocon     | Alpine-Renault             | 71     | +1 ronde              | 15   |        |
| 16                 | 2   | Logan Sargeant   | Williams-Mercedes          | 71     | +1 ronde              | 18   |        |
| 17                 | 22  | Yuki Tsunoda     | RB-Honda RBPT              | 71     | +1 ronde              | 11   |        |
| 18                 | 20  | Kevin Magnussen  | Haas-Ferrari               | 71     | +1 ronde              | Pit  |        |
| 19                 | 77  | Valtteri Bottas  | Kick Sauber-Ferrari        | 70     | +2 rondes             | 16   |        |
| 20                 | 24  | Zhou Guanyu      | Kick Sauber-Ferrari        | 70     | +2 rondes             | 17   |        |
| Bron: formula1.com |     |                  |                            |        |                       |      |        |

S Lando Norris reed voor de achtste keer in zijn carrière een snelste ronde en behaalde hiermee een extra punt.

*1 Lance Stroll eindigde op de twaalfde positie, maar kreeg een tijdstraf van vijf seconden voor te snel rijden in de pitstraat.

## Tussenstanden wereldkampioenschap
Betreft tussenstanden voor het wereldkampioenschap na afloop van de race.

### Coureurs
| Pos. | Nr. | Coureur          | Constructeur               | Punten |
| ---- | --- | ---------------- | -------------------------- | ------ |
| 1    | 1   | Max Verstappen   | Red Bull Racing-Honda RBPT | 295    |
| 2    | 4   | Lando Norris     | McLaren-Mercedes           | 225    |
| 3    | 16  | Charles Leclerc  | Ferrari                    | 192    |
| 4    | 81  | Oscar Piastri    | McLaren-Mercedes           | 179    |
| 5    | 55  | Carlos Sainz jr. | Ferrari                    | 172    |
| 6    | 44  | Lewis Hamilton   | Mercedes                   | 154    |
| 7    | 11  | Sergio Pérez     | Red Bull Racing-Honda RBPT | 139    |
| 8    | 63  | George Russell   | Mercedes                   | 122    |
| 9    | 14  | Fernando Alonso  | Aston Martin-Mercedes      | 50     |
| 10   | 18  | Lance Stroll     | Aston Martin-Mercedes      | 24     |
| 11   | 27  | Nico Hülkenberg  | Haas-Ferrari               | 22     |
| 12   | 22  | Yuki Tsunoda     | RB-Honda RBPT              | 22     |
| 13   | 3   | Daniel Ricciardo | RB-Honda RBPT              | 12     |
| 14   | 10  | Pierre Gasly     | Alpine-Renault             | 8      |
| 15   | 38  | Oliver Bearman   | Ferrari                    | 6      |
| 16   | 20  | Kevin Magnussen  | Haas-Ferrari               | 5      |
| 17   | 31  | Esteban Ocon     | Alpine-Renault             | 5      |
| 18   | 23  | Alexander Albon  | Williams-Mercedes          | 4      |
| 19   | 24  | Zhou Guanyu      | Kick Sauber-Ferrari        | 0      |
| 20   | 2   | Logan Sargeant   | Williams-Mercedes          | 0      |
| 21   | 77  | Valtteri Bottas  | Kick Sauber-Ferrari        | 0      |

### Constructeurs
| Pos. | Constructeur               | Punten |
| ---- | -------------------------- | ------ |
| 1    | Red Bull Racing-Honda RBPT | 434    |
| 2    | McLaren-Mercedes           | 404    |
| 3    | Ferrari                    | 370    |
| 4    | Mercedes                   | 276    |
| 5    | Aston Martin-Mercedes      | 74     |
| 6    | RB-Honda RBPT              | 34     |
| 7    | Haas-Ferrari               | 27     |
| 8    | Alpine-Renault             | 13     |
| 9    | Williams-Mercedes          | 4      |
| 10   | Kick Sauber-Ferrari        | 0      |